# Champignac
Pour le village, voir Champignac-en-Cambrousse.
Champignac est une série de bande dessinée scénarisée par BéKa et dessinée par David Etien. Il s'agit d'une série dérivée de Spirou et Fantasio consacrée à l'un de ses personnages récurrents, le comte de Champignac.

## Synopsis
Bien des années avant de connaître Spirou et Fantasio, le comte de Champignac vit ses propres aventures dans le contexte de la Seconde Guerre mondiale.

## Personnages
- Pacôme de Champignac : savant belge, il est à l'origine spécialisé en mycologie. Il vit une idylle avec miss MacKenzie.
- Miss Blair MacKenzie : jeune femme écossaise, spécialiste en cryptologie. Elle vit une idylle avec Pacôme de Champignac.
- Professeur Black : ami de Pacôme et directeur de Bletchley Park.
- Nicolette : gouvernante de Pacôme et résistante.
- Le Maire de Champignac, Dupilon, Duplumier[n 1] : Habitants de Champignac-en-Cambrousse, résistants aux côtés de Nicolette.

## Analyse
Le développement d'une aventure centrée sur le personnage du comte de Champignac revient à Sergio Honorez et Benoit Fripiat, respectivement directeur éditorial et directeur éditorial adjoint des éditions Dupuis, qui ont sollicité le couple de scénariste BéKa en leur demandant « une histoire à raconter dans l'univers de Spirou ».
Bien que surpris par le ton réaliste du premier scénario (qui tourne autour de Bletchley Park) alors que les précédents travaux de BéKa se situent dans le registre comique, Dupuis accepte le projet.
Les scénaristes (le duo BéKa) décrivent leur collaboration comme un « ping-pong, d'une idée à l'autre, selon l'inspiration, selon les séquences aussi ». Ainsi, pour Champignac - Enigma, l'idée de départ émane de Bertrand Escaich, connaisseur de l'univers de Spirou et Fantasio, et la plupart des dialogues sont l'œuvre de Caroline Roque.
Par ailleurs, le duo souhaite confier le dessin à David Etien, dont ils apprécient le travail sur la série Les Quatre de Baker Street, auquel ils écrivent sur sa page Facebook. Tenté tout d'abord de refuser en raison de son emploi du temps chargé, David Etien, grand amateur du Spirou des époques Franquin et Tome & Janry, apprécie le scénario et le contexte historique d'Enigma. Il décide donc d'accepter de donner vie au projet, qui lui permet en outre de retrouver Londres à une autre époque que celle des Quatre de Baker Street. Il apprécie également que, dans les albums dérivés de la série principale, les auteurs soient invités à conserver leur style graphique et à ne pas reprendre le « trait Spirou ».
Dans cette série, les scénaristes ancrent leurs récits dans la réalité historique, principalement durant la Seconde Guerre mondiale (1939-1945). Quant au personnage de Champignac, si les auteurs reprennent ses caractéristiques principales (curiosité, humanisme, génie pour les inventions), ils n'hésitent pas à « le ressentir de façon personnelle, voire le trahir un peu » et à lui permettre des audaces, telle le baiser échangé avec Miss Mac Kenzie (dans le tome 1), avec laquelle il se baigne nu.

## Autour de la série
Dans cette série, les auteurs situent très clairement le village de Champignac-en-Cambrousse en Belgique alors que les auteurs de la série antérieure avaient quelque peu brouillé les pistes.

## Publications en albums
- 1 Enigma, Dupuis,  (ISBN 978-2-8001-7478-5), 2019
Scénario : Béka - Dessin : David Etien - Couleurs : David Etien et Clémentine Guivarc'h[5]
- 2 Le patient A, Dupuis,  (ISBN 979-10-34749-24-9), 2021
Scénario : Béka - Dessin et couleurs : David Etien[6]
- 3 Quelques atomes de carbone, Dupuis,  (ISBN 979-10-34768-48-6), 2023
Scénario : Béka - Dessin et couleurs : David Etien[7]